# Tony Fruscella
Tony Fruscella (* 4. Februar 1927 in Orangeburg, New Jersey; † 14. August 1969 in New York City) war ein amerikanischer Jazztrompeter des Bebop und Hardbop. Er spielte sein Instrument (ähnlich wie Chet Baker) „mit viel Luft.“

## Leben
Fruscella spielte an der High School mit Phil Woods und nach dem Wehrdienst kurz bei Charlie Barnet. In der ersten Hälfte der 1950er Jahre dann mit Lester Young, Gerry Mulligan (Newport Festival 1954) und Stan Getz. Höhepunkt seines musikalischen Wirkens ist das einzige unter eigenem Namen erschienene Album für Atlantic Records 1955 mit Chauncey Welsch, Allen Eager und Danny Bank. Außer mit den Saxophonisten Eager und Brew Moore spielte er auch häufig mit dem Kornettisten Don Joseph. Danach war er nicht mehr musikalisch tätig: Alkohol und Drogensucht ruinierten seine Gesundheit und beendeten vorzeitig seine Karriere. Zuletzt war er häufig in Hospitälern oder im Gefängnis. Er starb an den Folgen einer Leberzirrhose.
Fruscella war mit der Schauspielerin und Sängerin Morgana King verheiratet.

## Diskographische Hinweise
- The Complete Works, 1948–59 (Jazz Factory, 1999); CD-Box
- Tony Fruscella & Brew Moore (Fresh Sound, 1954) mit Bill Triglia, Teddy Kotick, Bill Henie
- Tony Fruscella (Atlantic Records, 1955)